# Les Monceaux
Les Monceaux település Franciaországban, Calvados megyében. Lakosainak száma 211 fő (2022. január 1.). Les Monceaux La Boissière, La Houblonnière, Le Mesnil-Simon, Saint-Pierre-des-Ifs, Le Mesnil-Eudes és Mézidon-Vallée-d’Auge községekkel határos.

## Népesség
A település népessége az elmúlt években az alábbi módon változott:
| Lakosok száma | 125  | 145  | 147  | 168  | 178  | 175  | 181  | 198  | 202  | 211  |
|               | 1968 | 1982 | 1990 | 2006 | 2013 | 2015 | 2017 | 2019 | 2020 | 2022 |